# Chad Hall
Chandler Hall, detto Chad (Atlanta, 23 maggio 1986), è un giocatore di football americano statunitense che gioca nel ruolo di wide receiver per i Kansas City Chiefs della National Football League (NFL). Dopo non essere stato scelto nel Draft NFL 2010 firmò coi Philadelphia Eagles. Al college giocò a football con gli Air Force Falcons.

## Carriera professionistica

### Philadelphia Eagles
Dopo non essere stato scelto nel Draft 2010 ed aver svolto dei provini con Atlanta Falcons e Buffalo Bills, Hall firmò un contratto triennale coi Philadelphia Eagles l'11 marzo 2010. Hall segnò il suo primo touchdown in carriera su un passaggio da 4 yard di Kevin Kolb nell'ultima gara della stagione 2010 coi Dallas Cowboys, terminando quella partita con 6 ricezioni per 84 yard. Nella stagione 2011 disputò sette partite segnando un touchdown. Fu svincolato dagli Eagles nel corso della stagione 2012.

### San Francisco 49ers
Hall firmò per far parte della squadra di allenamento dei 49ers il 27 novembre 2012 dopo gli infortuni del running back Kendall Hunter e del wide receiver Kyle Williams. Il 19 gennaio 2013 fu promosso nel roster attivo.

### Kansas City Chiefs
Il 1º settembre 2013, Hall firmò coi Kansas City Chiefs.

## Vittorie e premi
- National Football Conference Championship: 1

San Francisco 49ers: 2012

## Statistiche
| Partite totali         | 15  |
| Partite da titolare    | 1   |
| Yard ricevute          | 135 |
| Touchdown su ricezione | 2   |

Statistiche aggiornate alla stagione 2012